# 徳賀芳弘
徳賀 芳弘（とくが よしひろ、1955年 - ）は、日本の会計学者。博士・経済学（京都大学）。京都大学名誉教授。永守学園理事兼京都先端科学大学副学長及び経済経営学部長・教授。
京都大学副学長、京都大学経営管理大学院長・教授、日本会計研究学会会長、企業会計審議会会長等を歴任。

## 略歴
山口県下関市生まれ。1978年九州大学経済学部卒業。1983年九州大学大学院経済学研究科博士後期課程単位取得、熊本商科大学商学部専任講師。1987年九州大学経済学部助教授。1990年ワシントン大学（ワシントン州）客員研究員。1999年博士（経済学）（京都大学）。2000年九州大学経済学研究院教授。2002年京都大学大学院経済学研究科教授。2006年京都大学経営管理大学院教授（併任）。2009年日本銀行金融研究所客員研究員。2012年京都大学経営管理大学院院長。2012年企業会計基準委員会（ASBJ）委員。2014年日本学術会議第一部会員。2015年京都大学副学長（大学基金・同窓会担当）。2016年国際公会計学会会長、金融庁公認会計士・監査審査会委員。2018年日本会計研究学会会長。2019年企業会計審議会会長、日経・経済図書文化賞審査委員会委員。
2021年～、永守学園理事、京都先端科学大学経済経営学部長・教授。2021年～、京都大学エグゼクティブ・リーダーシップ・プログラム委員長、京都大学産官学連携本部顧問、京都大学経営管理大学院客員教授。

## 論文
- 会計基準における混合会計モデルの検討、2011年。
- 財務報告の変革と財務諸表情報、2011年。
- 日本の会計規範を巡る現在の検討課題とその解決策、2012年。
- 会計基準における混合会計モデルの検討、2012年。
- 規範的会計研究の方法と貢献、2013年。
- 会計の契約支援機能を踏まえた情報提供のあり方について－公正価値評価の拡大の影響を中心に－、2013年（共著）
- 国際会計規準と日本規準のパラダイム、2013年。
- 会計の契約支援機能を踏まえた情報提供のあり方について－公正価値評価の拡大の影響を中心に－、2014年（共著）
- 負債と資本の区分－なぜ解決困難なのか－、2014年。
- 第9章 負債と資本の区分 会計基準のコンバージェンス、2014年。

## 著作
- 『企業会計の基礎概念』［共編著］中央経済社、2011年
- 『京都企業の分析』［監修］中央経済社、2011年
- 『財務会計研究の回顧と展望』［共編著］中央経済社、2013年
- 『京都企業 歴史と空間の産物』［共編著］中央経済社、2016年

## 学術賞
- 日本会計研究学会 学会賞、1997年
- 日本会計研究学会 太田・黒澤賞、2000年
- 国際会計研究学会・学会功労賞、2021年